# Finale Stanleyjevega pokala 1928
Finale Stanleyjevega pokala 1928 je potekal od 5. do 14. aprila. Za pokal sta se potegovali moštvi New York Rangers in Montreal Maroons. Na koncu so slavili Rangersi, ki so v drugi sezoni obstoja kluba sploh prvič nastopili v finalu Stanleyjevega pokala. Končni izid serije je bil 3–2. New York Rangersi so s tem postali prvo ameriško moštvo po nastanku lige NHL s Stanleyjevim pokalom, sicer pa drugo ameriško moštvo s pokalom po PCHA moštvu Seattle Metropolitans.

## Poti do finala
Redni del NHL sezone 1927/28 je potekal po enakem sistemu kot sezono poprej, 10 moštev je bilo razvrščenih v Kanadsko in Ameriško divizijo. Od teh 10 se je le 6 ekip prebilo v končnico, kjer sta se najprej med seboj pomerili drugo in tretje moštvo iz vsake divizije. Zmagovalec je nato palice prekrižal s prvouvrščenim moštvom iz svoje divizije. Po tem postopku dobljeni dve ekipi sta v finalu tekmovali med seboj za Stanleyjev pokal, ti ekipi sta bili torej avtomatično iz različnih divizij.
New York Rangersi so redni del sezone zaključili na 2. mestu Ameriške divizije, s 4 točkami zaostanka za Boston Bruinsi. Sledil je četrtfinalni obračun s Pittsburgh Piratesi, ki so ga Rangersi dobili s skupnim izidom 6–4. V polfinalu so jih nato čakali Bruinsi, ki so jih Rangersi za svoje zgodovinsko napredovanje v finale Stanleyjevega pokala porazili s skupnim rezultatom 5–2.
Tudi Maroonsi so redni del končali na 2. mestu svoje divizije, v četrtfinalu so se pomerili z Ottawa Senatorsi in slavili s 3–1. Njihov polfinalni tekmec so bili mestni tekmeci Montreal Canadiensi, ki so padli s skupnim izidom 3–2.

## Serija
Vse tekme finalne serije so bile odigrane v Montrealu, ker je newyorško dvorano Madison Square Garden zasedel cirkus.
Na drugi tekmi so Rangersi izgubili svojega vratarja Lorna Chabota, ki je staknil očesno poškodbo. V zgodovinskem trenutku je na led kot prisilna zamenjava za Chabota pridrsal 44-letni trener Rangersov Lester Patrick. Patrick je svoje varovance/soigralce nagovoril z besedami »Fantje, ne pustite starega moža na cedilu« in ta motivacijski nagovor je povedel Rangerse do zmage po podaljšku z 2–1. Patrick je s tem postal najstarejši človek z nastopom v finalu Stanleyjevega pokala (44 let, 3 meseci, 10 dni) in njegov rekord velja še danes. Leta 2008 je sicer Chris Chelios s 46 leti res postal najstarejši igralec z imenom na pokalu, a v finalu za razliko od Patricka ni stopil na led.
Za preostanek serije so Rangersi najeli vratarja New York Americansov Joeja Millerja, ki je na treh tekmah prejel tri zadetke in zbral en shutout.
| Datum                                    | Datum     |                  | Izid     |                  | Lokacija       |
| ---------------------------------------- | --------- | ---------------- | -------- | ---------------- | -------------- |
| 1                                        | 5. april  | New York Rangers | 0–2      | Montreal Maroons | Montreal Forum |
| 2                                        | 7. april  | New York Rangers | 2–1 (OT) | Montreal Maroons | Montreal Forum |
| 3                                        | 10. april | New York Rangers | 0–2      | Montreal Maroons | Montreal Forum |
| 4                                        | 12. april | New York Rangers | 1–0      | Montreal Maroons | Montreal Forum |
| 5                                        | 14. april | New York Rangers | 2–1      | Montreal Maroons | Montreal Forum |
| New York je zmagal serijo s 3–2 v zmagah |           |                  |          |                  |                |

## New York Rangers, zmagovalci Stanleyjevega pokala, 1928

### Postava
Centri
- 5 Bill Cook (kapetan)
- 7 Frank Boucher
- 11 Laurie Scott†

  Krila
- 2 Alex Gray
- 6 Fred Bun Cook
- 8 Billy Boyd
- 9 Murray Murdoch
- 10 Paul Thompson

  Branilci
- 3 Ivan Ching Johnson
- 4 Clarence Taffy Abel
- 12 Leo Bourgeault
- 14 Frank Patsy Callighen

  Vratarji
- 1 Lorne Chabot
- 1 Joe Miller (zamenjava)
- 16 Lester Patrick (igralec-direktor-trener)

  Neigralci
- John Hommond (predsednik-lastnik)
- Harry Westerby (pomočnik trenerja)
- William Carey, Richard Hojt, George Rickard (direktorji)

### Vrezano v Stanleyjev pokal
- † Laurie Scott je igral na 23 od 44 tekem rednega dela sezone. Pred začetkom končnice so ga v klubu poslali igrat v nižjo ligo, zato so njegovo ime izpustili s pokala. Scott je bil tako prisoten na moštveni fotografiji s sredine sezone, a ne na moštveni fotografiji z osvojenim pokalom.